# Kaihori Ayumi
Kaihori Ayumi (海堀 あゆみ, sinh ngày 4 tháng 9 năm 1986) là một cựu cầu thủ bóng đá nữ người Nhật Bản.

## Đội tuyển bóng đá nữ quốc gia Nhật Bản
Kaihori Ayumi thi đấu cho đội tuyển bóng đá nữ quốc gia Nhật Bản từ năm 2008 đến 2015.

## Thống kê sự nghiệp
| Nhật Bản  | Nhật Bản | Nhật Bản |
| Năm       | Trận     | Bàn      |
| --------- | -------- | -------- |
| 2008      | 3        | 0        |
| 2009      | 3        | 0        |
| 2010      | 7        | 0        |
| 2011      | 14       | 0        |
| 2012      | 7        | 0        |
| 2013      | 6        | 0        |
| 2014      | 6        | 0        |
| 2015      | 7        | 0        |
| Tổng cộng | 53       | 0        |